# ヤン・ガルバレク
ヤン・ガルバレク（Jan Garbarek、1947年3月4日 - ）は、ノルウェー・オスロ出身のジャズ・サクソフォーン奏者。主にソプラノ、テナーサックスを使用し、フルートも演奏する。娘は、シンガーソングライターのアンニャ・ガルバレクである。

## バイオグラフィ
1947年、オスロ近郊のミューセンにて、ポーランド人の元・戦争捕虜の父チェスワフ・ガルバレク (Czesław Garbarek) と、農家の娘の母との間に生まれる。
元々は音楽に興味のない少年だったが、14歳の時に偶然ラジオで聴いたジョン・コルトレーンの「Countdown」に衝撃を受け、サックス奏者を目指す。
1960年代末期より、ボボ・ステンソン、テリエ・リピダル、アリルド・アンデルセン、ヨン・クリステンセンといった、北欧のミュージシャンらとレコーディングを重ねる。
1970年代後半、キース・ジャレットらとヨーロピアン・クァルテットの活動を行う。
1993年、古楽及び現代音楽を得意とする声楽グループ、ヒリヤード・アンサンブルとグレゴリオ聖歌をレコーディングしたアルバム『オフィチウム』が大ヒットした。
ECMレコード設立初期より参加しており、現在もレーベルの代表的なミュージシャンの1人として活躍している。
多数の自己名義アルバムを出す他、レーベル内の他奏者とのコラボレーションも多い。また、ECMニューシリーズにも幾つかの作品を残している。

## 演奏スタイル
ジョン・コルトレーンに影響を受けサックスを始めたという事もあり、キャリア初期はフリーキーでアヴァンギャルドな演奏が多数見られる。
中期はフリージャズを基調としながらも、耽美的、禁欲的なスタイルが見られるようになる。また、スカンジナビア、インド音楽といったエスニック的な要素を取り入れるようになる。
近年はアドリブを極力抑えたミニマルなスタイルである。このスタイルはしばしば、ジャズではなくアンビエント、ニューエイジと言われることもある。
非常に特徴的な音色を持つ。特に、独特の透明感を持つソプラノ・サックスの音色は他に類を見ない。カーブドソプラノ・サックスを使用している。

## ディスコグラフィ

### リーダー・アルバム
- Til Vigdis (1967年、NJF) ※ヤン・ガルバレク・トリオ&カルテット名義
- 『エソテリック・サークル』 - Esoteric Circle (1969年、Flying Dutchman)
- 『アフリック・ペッパーバード』 - Afric Pepperbird (1970年、ECM) ※ヤン・ガルバレク・カルテット名義
- Hav (1971年、Philips) ※with ヤン・エーリック・ヴォル
- Svartakatten (1971年、Flora)
- Popofoni (1971年、Sonet) ※with カーリン・クローグ、テリエ・リピダル
- 『サルト』 - Sart (1971年、ECM)
- Triptykon (1973年、ECM) ※ヤン・ガルバレク・トリオ名義
- Red Lanta (1973年、ECM) ※with アート・ランデ
- 『ウィッチ・タイ・ト』 - Witchi-Tai-To (1973年、ECM) ※ヤン・ガルバレク＝ボボ・ステンソン・カルテット名義
- NDR Jazz Work Shop '74 (1974年、NDR) ※with キース・ジャレット、ゲイリー・バートン
- Dansere (1976年、ECM) ※ヤン・ガルバレク＝ボボ・ステンソン・カルテット名義
- 『ディス』 - Dis (1977年、ECM) ※with ラルフ・タウナー
- 『プレイシズ』 - Places (1978年、ECM)
- 『フォト・ウィズ』 - Photo With Blue Sky, White Cloud, Wires, Windows And A Red Roof (1979年、ECM) ※ヤン・ガルバレク・グループ名義。旧邦題『ブルー・スカイ』
- 『マジコ』 - Magico (1980年、ECM) ※with エグベルト・ジスモンチ、チャーリー・ヘイデン
- 『フォーク・ソングス』 -Folk Songs (1980年、ECM) ※with エグベルト・ジスモンチ、チャーリー・ヘイデン
- 『アフテンラン』 - Aftenland (1980年、ECM) ※with ジェル・ジョンセン
- 『サン&ムーン』 - Eventyr (1981年、ECM)
- 『ムーヴ』 - Paths, Prints (1982年、ECM)
- Wayfarer (1984年、ECM) ※ヤン・ガルバレク・グループ名義
- 『リッスン・トゥ・ザ・グレイ・ヴォイス』 - It's OK To Listen To The Gray Voice (1985年、ECM) ※ヤン・ガルバレク・グループ名義
- 『オール・ゾーズ・ボーン・ウィズ・ウィングズ』 - All Those Born With Wings (1987年、ECM)
- 『レジェンド・オブ・ザ・セブン・ドリ－ムズ』 - Legend Of The Seven Dreams (1988年、ECM)
- Rosensfole (1989年、ECM) ※with アグネス・ビュエン・ガルノス
- 『黙示録』 - I Took Up The Runes (1990年、ECM)
- 『スター』 - StAR (1991年、ECM) ※with ミロスラフ・ヴィトウス、ピーター・アースキン
- 『ラーガ・アンド・サーガ』 - Ragas And Sagas (1992年、ECM) ※with ウスタッド・ファテ・アリ・カーン
- 『アトモス』 - Atmos (1992年、ECM) ※with ミロスラフ・ヴィトウス
- 『マダー』 - Madar (1994年、ECM) ※with アヌアル・ブラヒム、シャウカト・フセイン
- 『トウェルヴ・ムーン』 - Twelve Moons (1993年、ECM) ※ヤン・ガルバレク・グループ名義
- 『オフィチウム』 - Officium (1994年、ECM) ※with ヒリヤード・アンサンブル
- Trollsyn (1994年、TrollCD) ※プロモーション用
- 『ヴィジブル・ワールド』 - Visible World (1996年、ECM) 1996年
- 『聖なる儀式』 - Rites (1998年、ECM)
- 『ムネモシネ』 - Mnemosyne (1999年、ECM) ※with ヒリヤード・アンサンブル
- 『ECM 24bit ベスト・セレクション』 - :rarum 2 Selected Recordings (2002年、ECM) ※自薦によるベスト盤。デジタルリマスター
- 『イン・プレイズ・オブ・ドリームズ』 - In Praise Of Dreams (2004年、ECM)
- 『ドレスデン』 - Dresden (2009年)
- 『オフィチウム2 (ノヴム)』 - Officium Novum (2010年、ECM) ※with ヒリヤード・アンサンブル
- 『マジコ カルタ・デ・アモール』 - Mágico: Carta de Amor (2012年、ECM) ※with エグベルト・ジスモンチ、チャーリー・ヘイデン

### 参加アルバム
- Various Artists : Jazz Janmboree 1966 (1966年) ※ワルシャワでのジャズ・フェスティバル
- カーリン・クローグ : 『ジャズ・モーメンツ』 - Jazz Moments (1966年、Sonet)
- エギル・カプスタード・クワイア&オーケストラ : Syner (1967年、Norsk Jazzforum)
- ゲオルグ・リーデル : Riedaiglia (1967年、Sveriges Radio)
- ジョージ・ラッセル（英語版）・オーケストラ : Othello Ballet Suite (1967年、Sonet)
- カーリン・クローグ : 『ジョイ』 - Joy (1968年、Sonet)
- テリエ・リピダル : 『ブリーク・ハウス』 - Bleak House (1968年、Polydor)
- ジョージ・ラッセル : Electronic Sonata for Souls Loved By Nature (1969年、Sonet)
- ヤン・エーリック・ヴォル : Briskeby Blues (1969年、Philips)
- ジョージ・ラッセル : The Essence Of George Russell (1970年、Sonet)
- アール・ウィルソン : Live At The Studio (1970年、Auto Grip)
- ジョージ・ラッセル・セクステット : Trip to Pillarguri (1970年、Soul Note)
- ジョージ・ラッセル : Listen to the Silence (1971年)
- Various Artists : From Europe With Jazz (1971年) ※オムニバス
- テリエ・リピダル : 『ソング・オブ・ノルウェー』 - Terje Rypdal (1971年、ECM)
- キース・ジャレット : 『ビロンギング』 - Belonging (1974年、ECM)
- キース・ジャレット : 『ルミネサンス』 - Luminessence (1974年、ECM)
- ラルフ・タウナー : 『ソルスティス』 - Solstice (1974年、ECM)
- キース・ジャレット : 『ブルー・モーメント』 - Arbour Zena (1975年、ECM)
- ラルフ・タウナー : 『闇の音』 - Sound And Shadows (1977年、ECM)
- ケニー・ホイーラー : 『ディア・ワン』 - Deer Wan (1977年、ECM)
- ヤン・エーリック・ヴォル : Ingentings bjeller (1977年、Polydor)
- キース・ジャレット : 『マイソング』 - My Song (1977年、ECM)
- エグベルト・ジスモンチ : 『輝く陽』 - Sol Do Meio Dia (1977年、ECM)
- ビル・コナーズ : 『オブ・ミスト・アンド・メルティング』 - Of Mist And Melting (1977年、ECM)
- ゲイリー・ピーコック : 『12月の詩』 - December Poems (1977年、ECM)
- キース・ジャレット : 『パーソナル・マウンテンズ』 - Personal Mountains (1979年、ECM)
- キース・ジャレット : 『サンシャイン・ソング』 - Nude Ants (1979年、ECM)
- ゲイリー・ピーコック : 『一瞬の明日』 - Voice From The Past Paradigm (1981年、ECM)
- デヴィッド・ダーリン : Cycles (1981年、ECM)
- L.シャンカール : 『ヴィジョン』 - Vision (1983年、ECM)
- L.シャンカール : 『ソング・フォー・エヴリワン』 - Song For Everyone (1984年、ECM)
- エバーハルト・ウェーバー : Chorus (1984年、ECM)
- エレニ・カラインドルー : O melissokomos (1986年、Minos)
- ザキール・フセイン : 『メイキング・ミュージック』 - Making Music (1986年、ECM)
- ゲイリー・ピーコック : Guamba (1987年、ECM)
- アルヴェ・テレフセン : Pan (1988年、Norsk Plateproduksjon)
- エレニ・カラインドルー : Herod Atticus (1988年、Minos)
- Various Artists : Nattjazz 20 År (1988年、Grappa) ※ヤン・ガルバレク・グループで参加
- パウル・ギーガー : Alpstein (1991年、ECM)
- トリロク・グルトゥ : 『リヴィング・マジック』 - Living Magic (1991年、CMP)
- エレニ・カラインドルー : 『ミュージック・フォー・フィルムズ』 - Music For Films (1991年、ECM)
- アンニャ・ガルバレク : Velkommen Inn (1991年、RCA)
- ニールス＝ヘニング・エルステッド・ペデルセン : Uncharted Land (1992年、EPIC)
- ギヤ・カンチェリ : Caris Mere (1995年、ECM)
- ティグラン・マンスリアン、キム・カシュカシャン : Monodia (2002年)
- ミロスラフ・ヴィトウス : 『ユニバーサル・シンコペーションズ』 - Universal Syncopations (2003年、ECM)
- Various Artists : Svensk Jazzhistoria Vol. 10 Watch out! (2005年、Caprice) ※スウェーデンのジャズの歴史をたどるオムニバスシリーズ。1966年録音。
- マリリン・マズール : 『エリクシール』 - Elixir (2007年、ECM)
- エバーハルト・ウェーバー : 『ステージ・オブ・ア・ロング・ジャーニー』 - Stages Of A Long Journey (2007年、ECM)
- キース・ジャレット : 『スリーパー』 - Sleeper (2012年、ECM) ※1979年録音